# Brassen (studentenvereniging)
Brassen, soms zooien genoemd, is een traditie die vooral bij de meer traditionele studentenverenigingen voorkomt. De reden om te brassen en de manier waarop gebrast wordt verschilt per stad en vereniging. Ruwweg worden er bij Nederlandse studentenverenigingen twee betekenissen opgesteld. De meer corporale verenigingen hanteren de term "brassen" voor een eregevecht tussen twee studenten, andere verenigingen hanteren de term voor het ontvreemden van verenigingsobjecten door een hele vereniging, om zo op ludieke wijze de banden tussen twee verenigingen aan te halen. Deze vorm van brassen wordt in Vlaanderen vaandeljatten genoemd. Voor het eregevecht heeft men ook een "brasvestje" of "brasjasje" nodig. Dit is een colbertje of gilletje dat verstevigd is, doorgaans met autogordels of spanbanden, om scheuren te voorkomen. 

## Eregevecht
Het winnen van een braspartij is vooral een erekwestie. 
Een braspartij betekent vaak dat twee studenten elkaar bij de revers vastpakken en elkaar vanuit deze positie naar de grond proberen te werken. Het gaat dan om een gevecht onder strikte regels. Vaak mogen de revers niet worden losgelaten en is alleen duwen en trekken toegestaan. Bij sommige verenigingen wordt echter naar de uitgang of naar een speciaal "brasvak" gebrast. Al dan niet vanwege eventueel glas op de grond. Bijbehorend verhaal is dan dat de tegenpartij de sociëteit uitgezet moet worden.
Brassen kan worden gebruikt om een meningsverschil op te lossen wanneer normaal discussiëren geen oplossing kan bieden. Er kunnen overigens ook andere redenen zijn, zoals een inval, het verdienen van een object of profilatie. In de laatste drie gevallen wordt de term brassen ook vaak gebruikt als meerdere studenten aan elkaar trekken. Brassen kan ook puur voor de lol gebeuren als kroegspel.
Nadat een van beiden heeft gewonnen is de braspartij afgelopen. Bij de ene vereniging betekent dit dat de verliezer de winnaar op een biertje trakteert, bij de andere juist dat de winnaar dit doet.

## Ontvreemden van verenigingsobjecten
Indien een verenigingsobject (bijvoorbeeld een spandoek, vlag of een ander object waar het logo op staat) is gebrast moet binnen 24 uur een brasbrief geschreven worden, dit ligt geheel aan de huisregels van de vereniging. In de brasbrief staat wat de vereniging moet doen om het object terug te krijgen. Deze huisregels dienen meegestuurd te worden met de uitnodiging.

## Studieverenigingen
Ook bij studieverenigingen vindt brassen plaats. Dit gebeurt voornamelijk tijdens constitutieborrels. Het geconstitueerde bestuur organiseert een borrel voor bevriende broeder- en zusterverenigingen. De uitgenodigde besturen kunnen proberen om verenigingsobjecten - zoals een gastenboek, pedel of bestuurslid - "veilig" te stellen. Zij voorkomen zo een mogelijke "diefstal". Het geconstitueerde bestuur probeert dit te voorkomen met behulp van bewaking, welke veelal in wit overhemd gekleed is. 